# Елгава

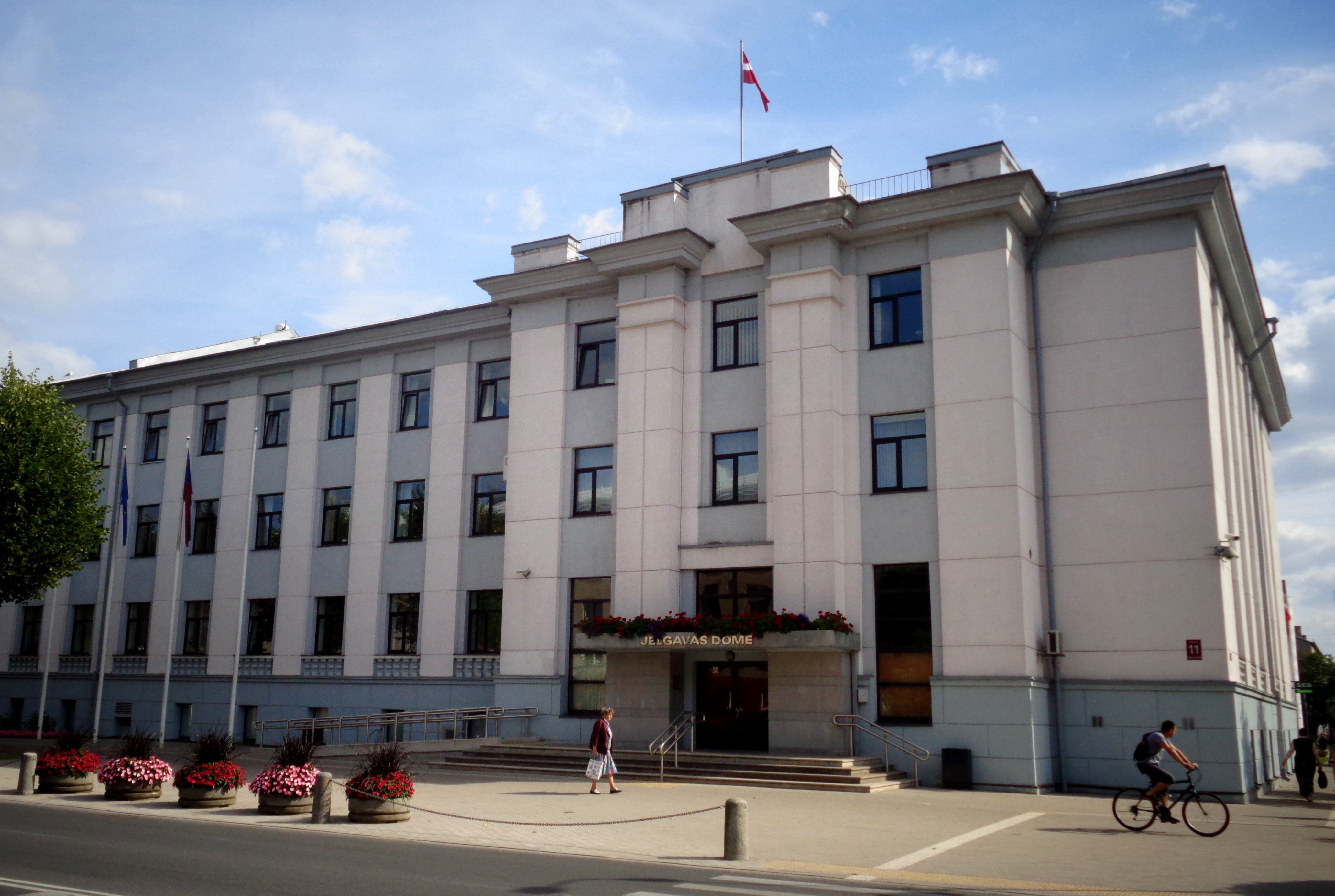
Городская дума

Е́лгава (латыш. Jelgavaо файле; до 1919 года — Мита́ва, нем. Mitau) — город (с 1561 года) в Латвии. В 1642—1795 годах являлся столицей Курляндского герцогства, в 1795—1918 годах — центром Курляндской губернии России.
С 2010 года — город республиканского значения и центр Елгавского края. С 9 декабря 2021 года в составе Елгавского края как самостоятельная территориальная единица.
Город расположен в южной части Земгальской низменности на реке Лиелупе, на расстоянии 42 км от Риги.

## История
Населённый пункт известен с 1226 года, замок Ливонского ордена основан в 1265 году. В это время он получил своё первое, немецкое название — Митау (нем. Mitau), в русском и польском написании — Митава (пол. Mitawa). В 1573 году Митава получила права города и свой герб. В том же году была построена первая лютеранская церковь — собор Святой Троицы, а чуть позже вторая лютеранская церковь Святой Анны. В 1640 году король Польши приказал курляндскому герцогу построить католическую церковь. Во времена правления герцога Якоба Кетлера Митава достигла своего расцвета: в столице действовал единственный в герцогстве монетный двор, были открыты типография, больница, аптека и несколько промышленных мануфактур. В 1648 году вокруг города возвели земляные укрепления, прорыли рвы и построили бастионы, а в 1664 году был прорыт канал, соединявший реки Дрикса и Свете и обеспечивавший город пресной водой. В XVII—XVIII веках в Митаве при единственной католической церкви действовала иезуитская миссия и школа.
В 1642—1795 годах Митава являлась столицей Курляндского герцогства.
В 1701 году во время Северной войны шведы одерживают ряд побед над польским королём Августом II и его сюзереном курляндским герцогом Фридрихом Вильгельмом. Когда герцогу было 10 лет, он бежит с матерью из Митавы к родственникам в Пруссию. В 1705 году Митава была осаждена и взята русскими войсками. После победы русской армии под Полтавой в 1709 году Фридрих Вильгельм возвращается в Курляндию и соглашается на династический брак с племянницей Петра I Анной Иоанновной — будущей российской императрицей.
На берегу реки в Елгаве стоит Митавский дворец, возведённый для Эрнста Бирона архитектором императрицы Анны Иоанновны Бартоломео Растрелли в 1738—1740 годах. В городе также расположен православный собор Симеона и Анны, построенный по указу вдовы герцога Фридриха Вильгельма Анны Иоанновны в XVIII веке и перестроенный в XIX веке.
В декабре 1792 года в Митаве вспыхнули беспорядки — «бунт мельников» — восстание городских низов, подавленное с помощью артиллерии. В 1795 году город вошёл в состав Российской империи и стал центром Курляндской губернии (до 1918 года). В этот период короткое время в Митаве жил король-изгнанник Людовик XVIII. В 1799 году ему нанёс визит А. В. Суворов, следовавший через Митаву в Вену, где он должен был принять командование соединённой русско-австрийской армией.

План города Митавы (Елгавы), 1907 год

Митава была первым иностранным городом, который Н. М. Карамзин увидел во время своей поездки в Европу (1789 год), описанной в «Письмах русского путешественника».
Во время Второй мировой войны, с 29 июня 1941 года по 31 июля 1944 года Елгава оккупирована немецкими войсками. Во время боёв в 1944 году город был почти полностью разрушен (утрачено 90 % довоенной городской застройки). После войны проведена полная реконструкция города, построены новые многоэтажные дома, новое здание самоуправления (старое здание ратуши XVIII века было разрушено при бомбардировках), дом культуры. Из исторической застройки были восстановлены только самые крупные здания, такие как Митавский дворец, католический собор Непорочной Девы Марии, лютеранский собор Святой Анны и корпуса ЛСУ.

## Символика

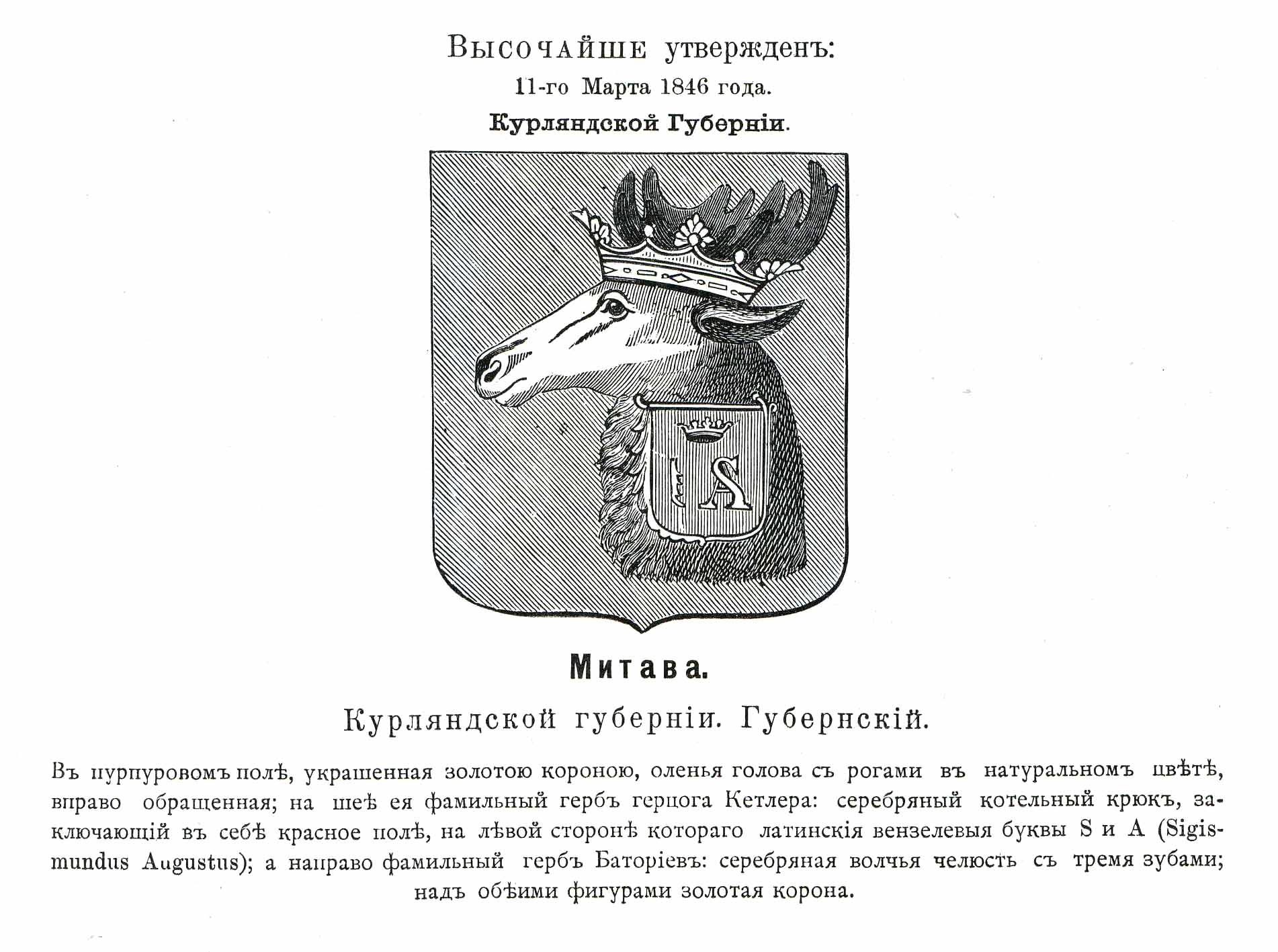
Герб города 1846 года

В 1573 году с получением Митавой прав города герцог Готхард Кетлер узаконил и его герб — голова коронованного лося на красном фоне. Современный малый герб города утверждён решением Государственной комиссии по геральдике 11 июля 2002 года: на пурпурном фоне — голова лося естественного цвета, на его шее — малый государственный герб Латвии (без звёзд). Рисунок городского герба положен также в основу флага города.
13 декабря 2016 года был утверждён также большой герб города Елгавы, где щит имеет не «испанскую», а «польскую» форму (его держат два серебряных льва, головы которых повёрнуты назад, с красными языками и золотыми коронами, стоящие на массивном основании).

## Население
По данным Центрального статистического управления Латвии, в 2023 году численность населения города составляла 54 836 человек. При этом доля населения старше 65 лет в структуре населения города — 19,55 % (10 721 чел.), а доля населения младше 14 лет — 18,22 % (9 993 чел.).

### Национальный состав
В 1897 году в городе проживал 35 131 человек, в том числе латышей — 16 053, немцев — 9719, русских — 3984, евреев — 3191, поляков — 845, литовцев — 498.
Национальный состав населения Елгавы согласно переписям 1989 и 2011 годов и по оценке на начало 2023 года:
| Национальность        | чел. (1989) | %        | чел. (2011) | %        | чел. (2023) | %        |
| --------------------- | ----------- | -------- | ----------- | -------- | ----------- | -------- |
| всего                 | 74 105      | 100,00 % | 59 511      | 100,00 % | 54 836      | 100,00 % |
| латыши                | 36 801      | 49,66 %  | 34 799      | 58,47 %  | 33 797      | 61,63 %  |
| в том числе латгальцы |             |          | 1815        | 3,05 %   |             |          |
| русские               | 25 736      | 34,73 %  | 16 581      | 27,86 %  | 13 271      | 24,2 %   |
| белорусы              | 4462        | 6,02 %   | 3098        | 5,21 %   | 2585        | 4,71 %   |
| украинцы              | 2871        | 3,87 %   | 1424        | 2,39 %   | 1840        | 3,36 %   |
| поляки                | 1274        | 1,72 %   | 1083        | 1,82 %   | 876         | 1,6 %    |
| литовцы               | 927         | 1,25 %   | 779         | 1,31 %   | 737         | 1,34 %   |
| цыгане                | 714         | 0,96 %   | 728         | 1,22 %   | 366         | 0,67 %   |
| евреи                 | 247         | 0,33 %   | 422         | 0,71 %   | 44          | 0,08 %   |
| другие                | 1073        | 1,45 %   | 597         | 1,00 %   | 1320        | 2,41 %   |

## Экономика
При поддержке ЕС в Елгаве строятся заводы пищевой промышленности, деревообрабатывающие предприятия. В городе на начало 2015 года зарегистрировано более 3000 коммерческих предприятий и компаний.
Традиционными сферами производства являются пищевая промышленность, производство металла и металлических изделий, машиностроение, деревообработка и мебельное производство. Развитию данных сфер способствует и такой фактор, как наличие в городе Латвийского сельскохозяйственного университета, в котором готовят специалистов в данных областях производства.
С 1926 года в городе действовал сахарный завод, прекративший производство в 2007 году. В 2013 году на его месте при участии «Уралвагонзавода» был заложен вагоностроительный завод, однако его строительство оказалось приостановлено из-за осложнения международных отношений.
До 1997 года в Елгаве выпускались микроавтобусы и грузовики под маркой «РАФ».
С 2010 года запущено производство автобусов на предприятии AMO Plant. Однако в 2015 году предприятие объявлено банкротом (большую часть его производственной территории приобрело немецкое машиностроительное предприятие AKG Thermotechnik Lettland).
В Елгаве действуют филиалы более десяти разных банков, промышленные предприятия Evopipes, предприятия пищевой промышленности — Rīgas miesnieks, Trikatas siers и др., а также сети супермаркетов Maxima, Rimi, Iki, Elvi.

## Транспорт

Станция Елгава

Елгава — крупный железнодорожный узел, откуда идут поезда по целому ряду направлений:
- Елгава — Рига (электрифицированная линия);
- Елгава — Лиепая (пассажирское сообщение);
- Елгава — Мейтене;
- Елгава — Тукумс;
- Елгава — Крустпилс;
- Елгава — Мажейкяй.

Существует регулярное железнодорожное сообщение: электрифицированная линия Рига — Елгава и дизель-поезд Рига — Лиепая. На территории Елгавы расположены станции:
- Елгава;
- Елгава-2 (нет пассажирского сообщения);
- Цукурфабрика.

Развито междугороднее автобусное сообщение. Через автовокзал Елгавы проходят несколько международных рейсов. Также имеется внутригородское автобусное сообщение.

## Культура, образование, спорт

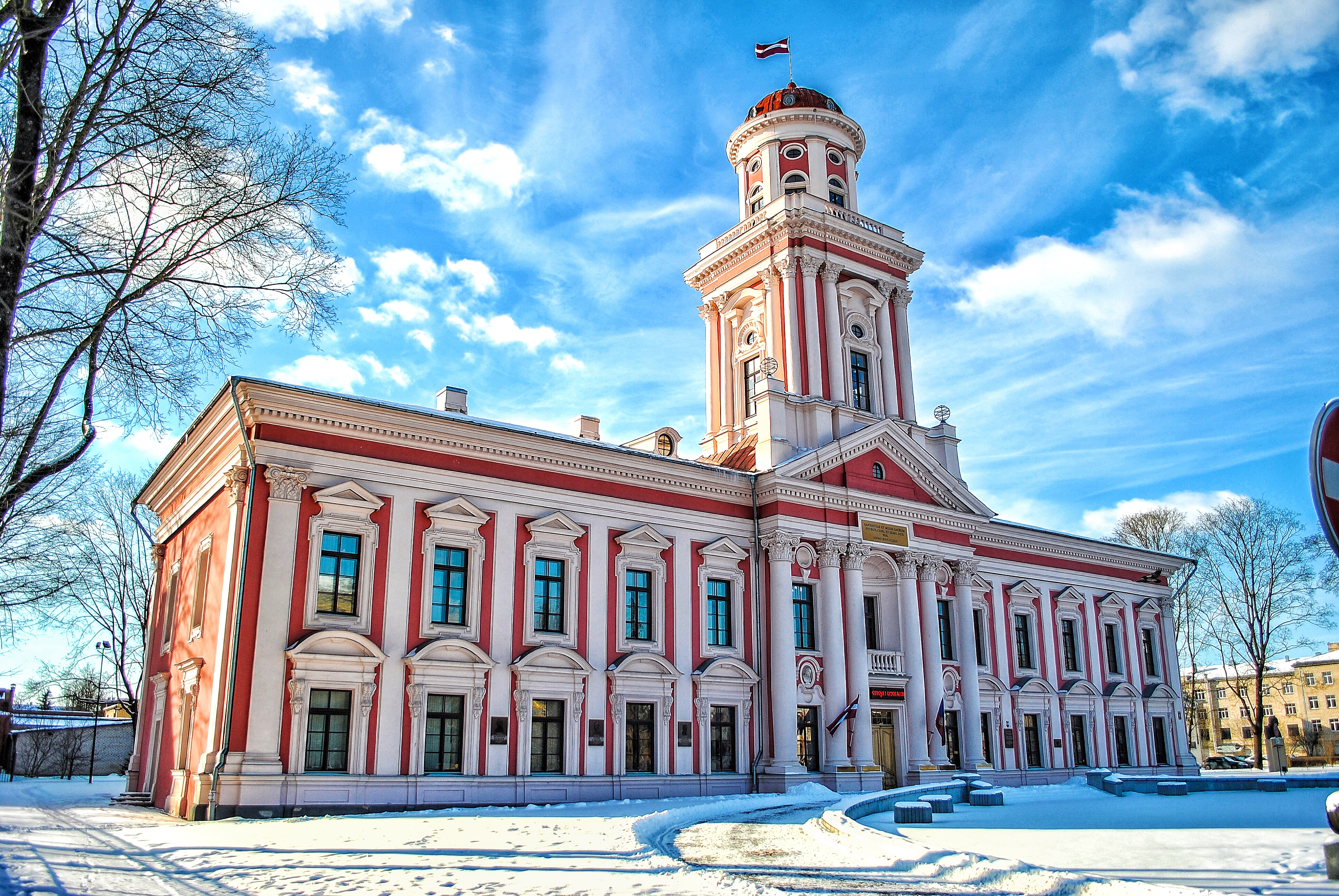
Academia Petrina основана в 1775 году герцогом Петром Бироном. Ныне здание занимает Елгавский городской музей имени Г. Элиаса

### Культура
Городской Дом культуры — главный театр города и культурный центр всего региона Земгале — был построен в 1950-е годы. В нём проходят спектакли, концерты, выставки, киносеансы.
Музеи города:
- Краеведческий музей башни Святой Троицы
- Елгавский музей истории и искусства имени Г. Элиаса
- Музей Елгавского дворца
- Мемориальный музей Адольфа Алунана
- Исторический музей железных дорог Латвии
- Музей психиатрической больницы «Ģintermuiža»
- Музей пожарной техники
- Музей Южных электрических сетей
- склеп курляндских герцогов

Значимым событием в культурной жизни города является ежегодный международный фестиваль ледовых скульптур.

### Учебные заведения
В Елгаве действуют две основные школы:
- Елгавская 3-я основная школа (Jelgavas 3. pamatskola);
- Елгавская 4-я основная школа (Jelgavas 4. pamatskola).

Среднее образование предоставляют восемь школ:
- Елгавская 1-я гимназия (Jelgavas 1. ģimnāzija). Новое название Елгавская техническая средняя школа (Jelgavas tehnoloģiju vidusskola);
- Елгавская государственная гимназия (Jelgavas Valsts ģimnāzija);
- Елгавская 4-я средняя школа (Jelgavas 4. vidusskola);
- Елгавская 5-я средняя школа (Jelgavas 5. vidusskola);
- Елгавская 6-я средняя школа (Jelgavas 6. vidusskola);
- Елгавская государственная гимназия имени Спидолы (Jelgavas Spīdolas Valsts ģimnāzija);
- Елгавская вечерняя школа (Jelgavas Vakara (maiņu) vidusskola).

Дополнительное образование:
- Елгавская городская детская и молодёжная спортивная школа (Jelgavas pilsētas Bērnu un jaunatnes sporta skola);
- Елгавская специальная школа плавания (Jelgavas specializētā peldēšanas skola);
- Елгавская художественная школа (Jelgavas Mākslas skola);
- Елгавский детский и молодёжный центр «Юнда» (Jelgavas bērnu un jauniešu centrs «Junda»);
- Елгавская школа ледового спорта (Jelgavas Ledus sporta skola);
- Юношеский футбольный центр «Елгава» (Jauniešu futbola centrs «Jelgava»).

Профессиональное образование:
- Елгавская средняя школа ремёсел (Jelgavas Amatu vidusskola);
- Елгавская музыкальная средняя школа (Jelgavas Mūzikas vidusskola);
- Елгавская ремесленная средняя школа (Jelgavas Amatniecības vidusskola).

Специальное образование:
- Елгавская 1-я основная школа-интернат (Jelgavas 1.sanatorijas internātpamatskola);
- Елгавская специальная школа-интернат (Jelgavas Speciālā internātpamatskola);
- Елгавская специальная основная школа (Jelgavas Speciālā pamatskola).

Также в Елгаве находится одно из ведущих государственных высших учебных заведений — Латвийский университет бионаук и технологий, в котором обучается около 7 тысяч студентов.

### Спорт

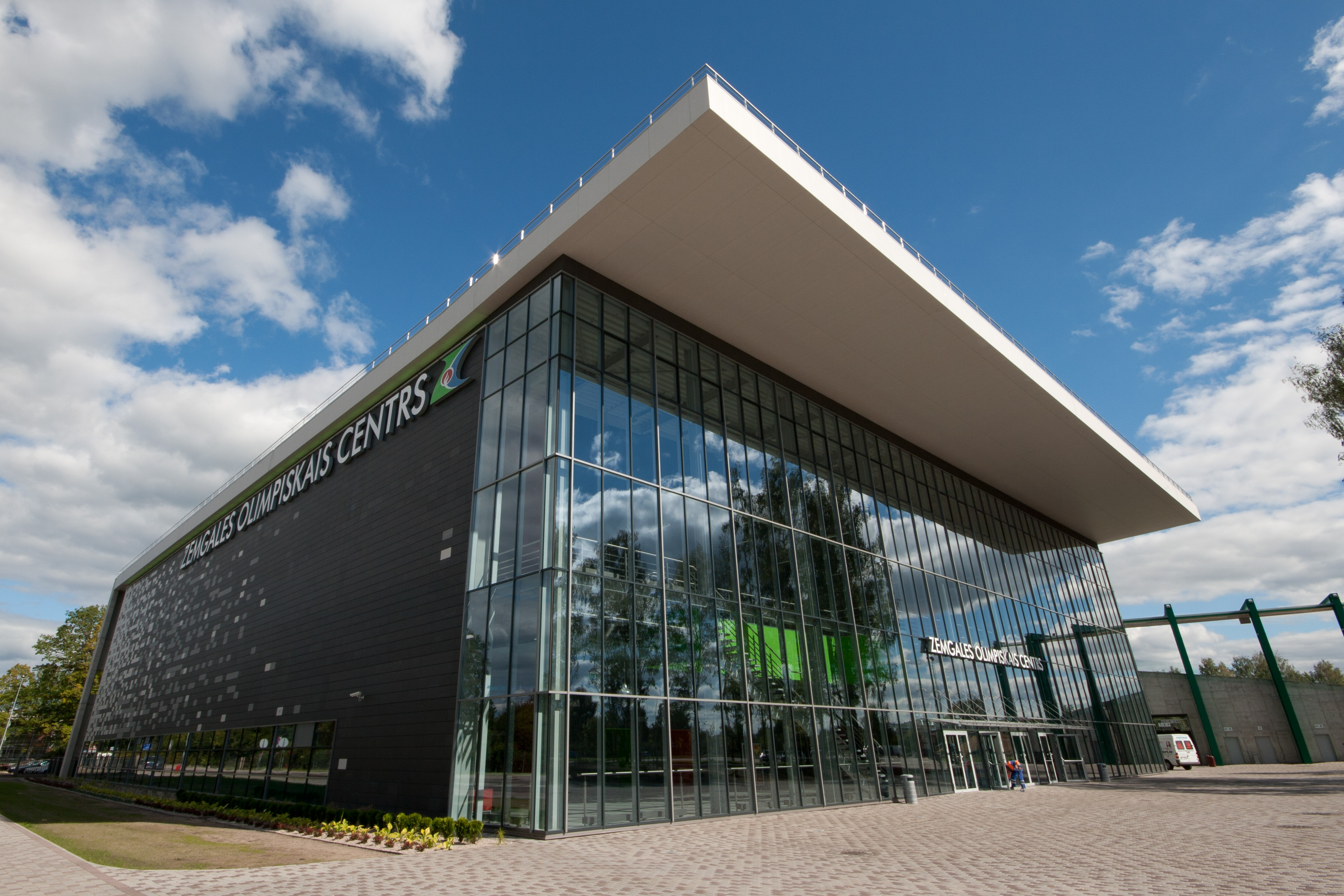
Земгальский Олимпийский центр

На латвийской и международной аренах представлены следующие местные команды — футбольный клуб «Елгава», хоккейный клуб «Земгале/ЛЛУ» и баскетбольный клуб «Земгале».
В городе расположен многофункциональный спортивный комплекс Земгальского Олимпийского центра, открытый в сентябре 2010 года. На его стадионе проводит свои домашние матчи елгавская футбольная команда, а в зале для спортивных игр — баскетбольная, а также волейбольный клуб «Биолар/Олайне/Елгава». Неподалёку от этого центра расположен ледовый дворец «Земгале», где проводятся различные соревнования.

## Достопримечательности
В Елгаве много памятников архитектуры — наследия Курляндского герцогства и Российской империи: Митавский замок — резиденция Эрнста Бирона, позже, после присоединения Курляндии к России, резиденция курляндских губернаторов; Academia Petrina — первое в Латвии высшее учебное заведение, основанное герцогом Петром Бироном в 1773 году, по проекту датского архитектора Северина Йенсена, позднее в здании расположилась и обсерватория (ныне в этом здании городской музей, названный именем местного уроженца, художника Гедерта Элиаса).
18 ноября 2010 года для туристов и жителей города открылась отреставрированная башня Святой Троицы. В ней 9 этажей, на которых расположены французский ресторан, стеклянная смотровая площадка, музейная экспозиция и информационный центр для туристов. Рядом с входом в башню располагается фонтан, символизирующий Святую Троицу. В хорошую погоду с башни можно увидеть весь город и его окраины. В башне есть куранты, которые звучат в 9:00, 12:00, 15:00, 18:00 и в 21:00. Сама башня Святой Троицы является частью разрушенной лютеранской церкви Святой Троицы — крупнейшей лютеранской церкви на территории бывшего Курляндского герцогства и первой в мире каменной лютеранской церкви (во время Реформации лютеране не строили своих церквей, а захватывали католические), построенной в 1573 году по повелению первого курляндского герцога Готхарда Кетлера.

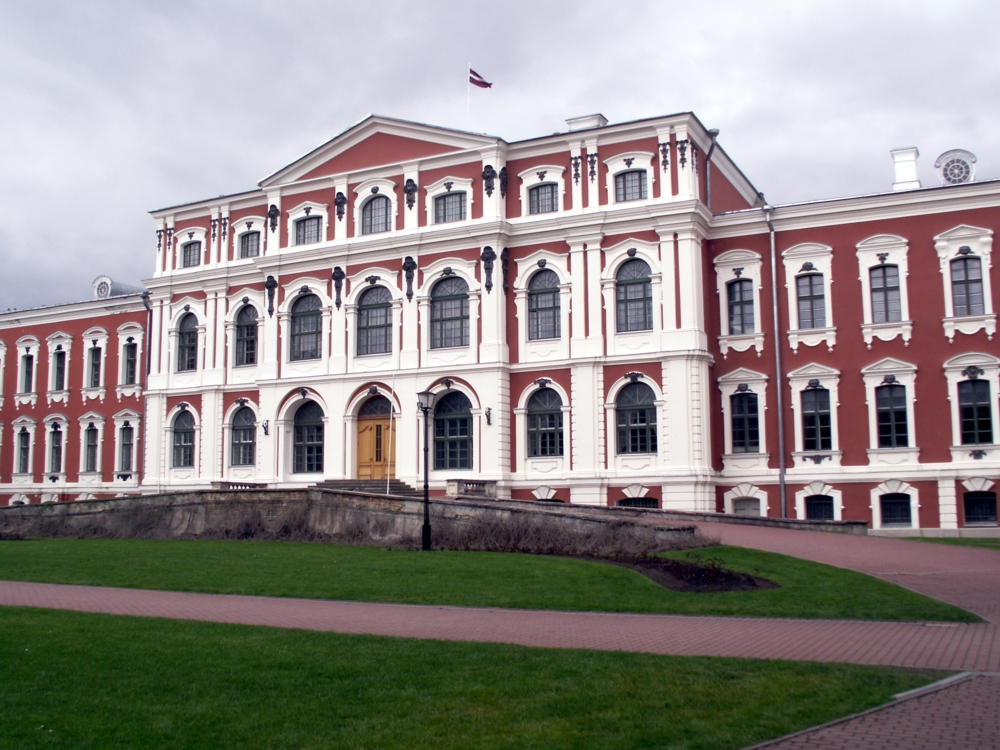
Митавский дворец

Единственной на данный момент действующей сохранившейся до наших дней лютеранской церковью является церковь Святой Анны. Первые упоминания о деревянной церкви на этом месте датированы концом XVI века. Постройка нынешнего кирпичного здания церкви завершилась в 1641 году. В парке, возле собора, уже как 200 лет растёт дуб, посаженный в честь Мартина Лютера — основателя лютеранства. На окраине города сохранилась вилла Медем, построенная в 1818 году по проекту архитектора И. Берлитца.
В целом, в городе расположены несколько старинных храмов:
- лютеранский собор Святой Анны (1641);
- православный собор Святых Симеона и Анны (1774);
- католический собор Непорочной Девы Марии (1906);
- лютеранская церковь Святого Иоанна (в настоящее время закрыта) (1845);
- баптистская церковь (1870);
- православная церковь Успения Пресвятой Богородицы (1889; архитектор Владимир Лунский[27]).

## Знаменитые уроженцы и жители
Подробнее см. Категория:Персоналии:Елгава

## Города-побратимы
- Вайле (дат. Weil), Дания
- Алмако (итал. Almaco), Италия
- Берлин (нем. Berlin), Германия
- Хеллефорс[швед.] (швед. Hällefors), Швеция
- Нова-Одесса (порт. Nova Odessa), Бразилия
- Пярну (эст. Pärnu), Эстония
- Белосток (пол. Białystok), Польша
- Шяуляй (лит. Šiauliai), Литва
- Синьин (кит. 新營), Тайвань